# Попештій-де-Жос (Румунія)
Попештій-де-Жос (рум. Popeștii de Jos) — село у повіті Алба в Румунії. Входить до складу комуни Ваду-Моцилор.
Село розташоване на відстані 328 км на північний захід від Бухареста, 59 км на північний захід від Алба-Юлії, 64 км на південний захід від Клуж-Напоки.

## Населення
За даними перепису населення 2002 року у селі проживали 111 осіб, усі — румуни. Усі жителі села рідною мовою назвали румунську.